# Lidia Korsakówna

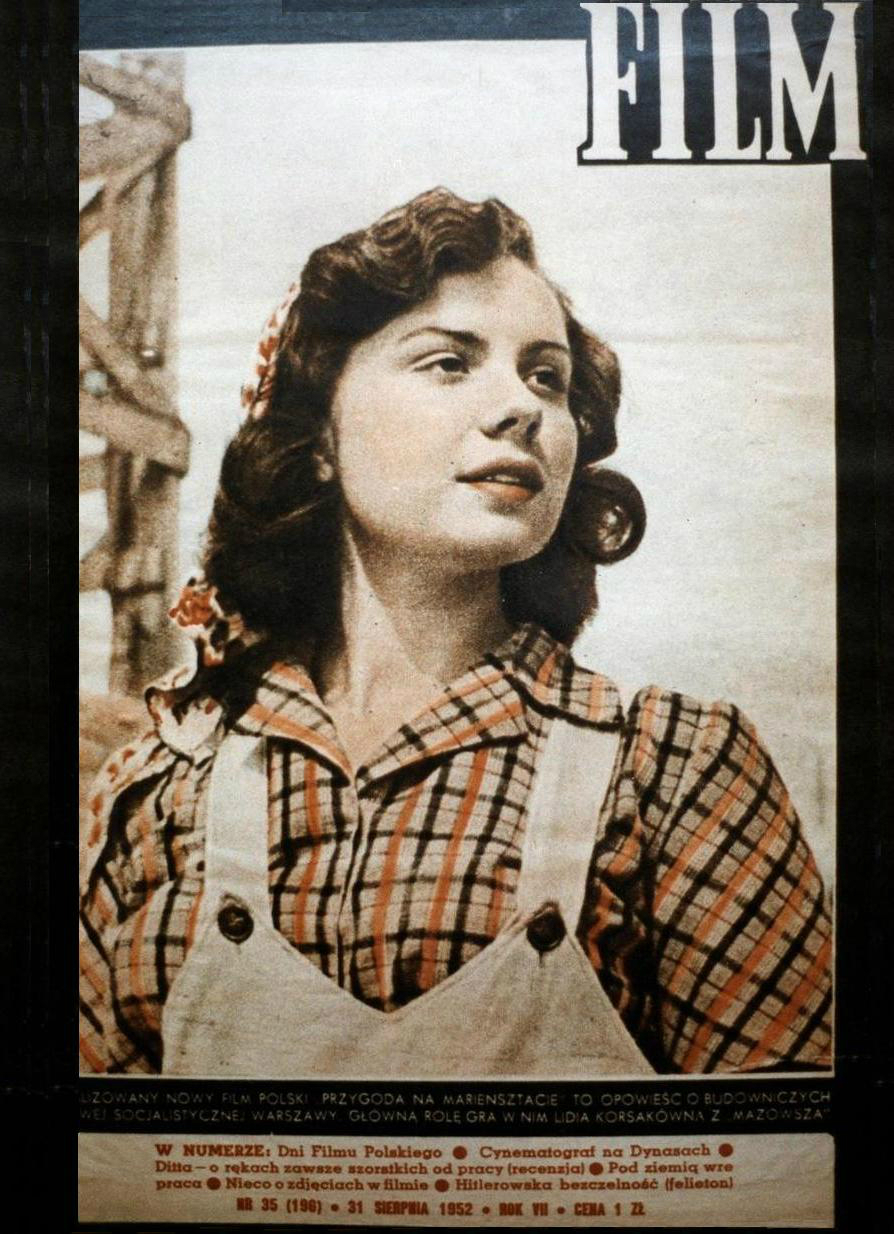
Lidia Korsakówna

Lidia Korsakówna (* 17. Januar 1934 in Baranowicze; † 6. August 2013 in Konstancin-Jeziorna) war eine polnische Film-, Fernseh- und Theaterschauspielerin.

## Leben
Korsakówna lebte nach dem Zweiten Weltkrieg mit ihren Eltern in Wałbrzych. In den 1950er Jahren trat sie im Nationalen Gesangs- und Tanzensemble Mazowsze auf. In den Jahren 1953 bis 1954 spielte sie Rollen im satirischen Theater in Katowice. Ihre Filmkarriere begann Korsakówna 1954 mit der weiblichen Hauptrolle in Leonard Buczkowskis romantischer Komödie Abenteuer in Marienstadt. In den 1950er Jahren folgten weitere Rollen, unter anderem 1955 in Jan Koechers Actionfilm Karriere, 1956 in Jan Rybkowskis Der Mann im Frack oder 1959 in Victor Vicas Drama Jons und Erdme – Die Frau des Anderen. Zu Beginn der 1960er Jahre spielte sie im Kino unter anderem die weiblichen Hauptrollen in den beiden Dramen Angeklagt (1962) und Die abgerissene Brücke (1963) von Regisseur Jerzy Passendorfer. 1975 spielte sie in Andrzej Wajdas Filmdrama Das gelobte Land neben Daniel Olbrychski. In den 1980er Jahren engagierte sie in die Kinoproduktion von Regisseurin Barbara Sass in Die Mädchen aus Nowolipki und 1986 spielte Korsakówna erneut in einer Hauptrolle in dem Drama Wie die Möwen im Wind von Regisseur Jerzy Passendorfer. 1990 hatte sie ihren letzten Leinwandauftritt in Czesław Petelskis romantischem Kriegsdrama Bittere Liebe.
1968 hatte sich Lidia Korsakówna auch dem polnischen Fernsehen zugewandt und spielte dort in Episoden von Serien und Fernsehfilmen. Zu ihren Auftritten zählten unter anderem Stawka większa niż życie (1968), Stawiam na Tolka Banana (1973), Królowa Bona (1980), Białe tango (1981) oder 13 posterunek (1998). Ihren letzten Auftritt im Fernsehen hatte sie in der Serie Na dobre i na złe (2003).
Sie spielte von den 1950er bis zu den 2000er Jahren Rollen in  30 polnischen Kino- und Fernsehproduktionen, darunter Abenteuer in Marienstadt, Angeklagt, Die abgerissene Brücke, Wie die Möwen im Wind oder Bittere Liebe.
Am 16. Juni 2011 wurde ihr vom Stadtrat in Warschau die Ehrenbürgerschaft verliehen. Lidia Korsakówna verstarb am 6. August 2013 in Konstancin-Jeziorna.
Ihr Mann war der Schauspieler Kazimierz Brusikiewicz (1926–1989), aus dieser Ehe stammt die Tochter Lucyna Brusikiewicz.

## Auszeichnungen
- 2011: Ehrenbürgerin von Warschau

## Filmografie (Auswahl)

### Kino
- 1954: Abenteuer in Marienstadt (Przygoda na Mariensztacie)
- 1955: Karriere (Kariera)
- 1956: Der Mann im Frack (Nikodem Dyzma)
- 1959: Jons und Erdme – Die Frau des Anderen (Jons und Erdme)
- 1962: Angeklagt (Wyrok)
- 1962: Mein Alter (Mój stary)
- 1963: Die abgerissene Brücke (Zerwany most)
- 1975: Das gelobte Land (Ziemia obiecana)
- 1978: Du wirst keine Ruhe finden (Nie zaznasz spokoju)
- 1986: Die Mädchen aus Nowolipki (Dziewczęta z Nowolipek)
- 1987: Wie die Möwen im Wind (Mewy)
- 1990: Bittere Liebe (Gorzka miłość)

### Fernsehen
- 1968: Sekunden entscheiden (Stawka większa niż życie) (Fernsehserie, eine Episode)
- 1972: Podróż za jeden uśmiech (Fernsehminiserie)
- 1973: Stawiam na Tolka Banana (Fernsehserie, zwei Episoden)
- 1975: Dom moich synów (Fernsehfilm)
- 1979: Kartoteka (Fernsehfilm)
- 1980: Królowa Bona (Fernsehserie, eine Episode)
- 1981: Białe tango (Fernsehminiserie)
- 1981: Stacja (Fernsehfilm)
- 1984: 07 zgłoś się (Fernsehserie, eine Episode)
- 1998: 13 posterunek (Fernsehserie, eine Episode)
- 2003: Na dobre i na złe (Fernsehserie, zwei Episoden)